# Argyphia ochroglene
Argyphia ochroglene là một loài bướm đêm trong họ Noctuidae.